# Микропиле
Микропи́ле (от  μικρός — «малый», «маленький» и πύλη — «вход», «отверстие») — небольшие (микроскопические) отверстия в генеративных образованиях живых существ.

## Микропиле у животных
Микропиле в оболочках яиц многих животных служат местом, через которое внутрь яйца проникает сперматозоид: так происходит у насекомых, паукообразных, у головоногих моллюсков, осетровых и костистых рыб и других; обычно располагается в области анимального полюса яйца. Количество микропиле на одном яйце может варьировать от одного (например, у дрозофил) до нескольких десятков (например, у осетра — до 43). У рыб микропиле — воронкообразный канал, диаметр выходного отверстия которого таков, что первый проникший сперматозоид преграждает путь остальным. В других случаях микропиле может служить для прохождения внутрь яйца питательных веществ во время его созревания.

### Микропиле у губок
У губок термином микропиле обозначают тонкий участок оболочки покоящейся почки, геммулы, через который клетки покидают оболочку по окончании периода покоя.

## Микропиле у растений
Микропиле существует и у растений; у них так называется узкий канал в покровах семязачатка (находящийся обычно в его верхней части), который образуется в результате прекращения роста внешней части семязачатка — интегумента. Микропиле может быть заполнено клетками обтуратора (специальными закупоривающими вход клетками). Другое наименование микропиле у растений — «пыльцевход». Через микропиле внутрь семязачатка прорастает пыльцевая трубка (клеточный вырост пыльцевого зерна), с помощью которой обеспечивается доставка неподвижных мужских гамет (спермиев) к яйцеклетке, при этом выстилающие клетки микропиле могут выделять специальные вещества, способствующие развитию пыльцевой трубки.
У представителей отдела Гнетовидные (Gnetophyta) в области микропиле наблюдается трубчатое образование, так называемая микропилярная трубка, которая образуется из-за вытягивания концов интегумента.
Открытие микропиле у растений сделал немецкий естествоиспытатель Иоганн Петер Мюллер (1801—1858).